# دوارة (علم نبات)

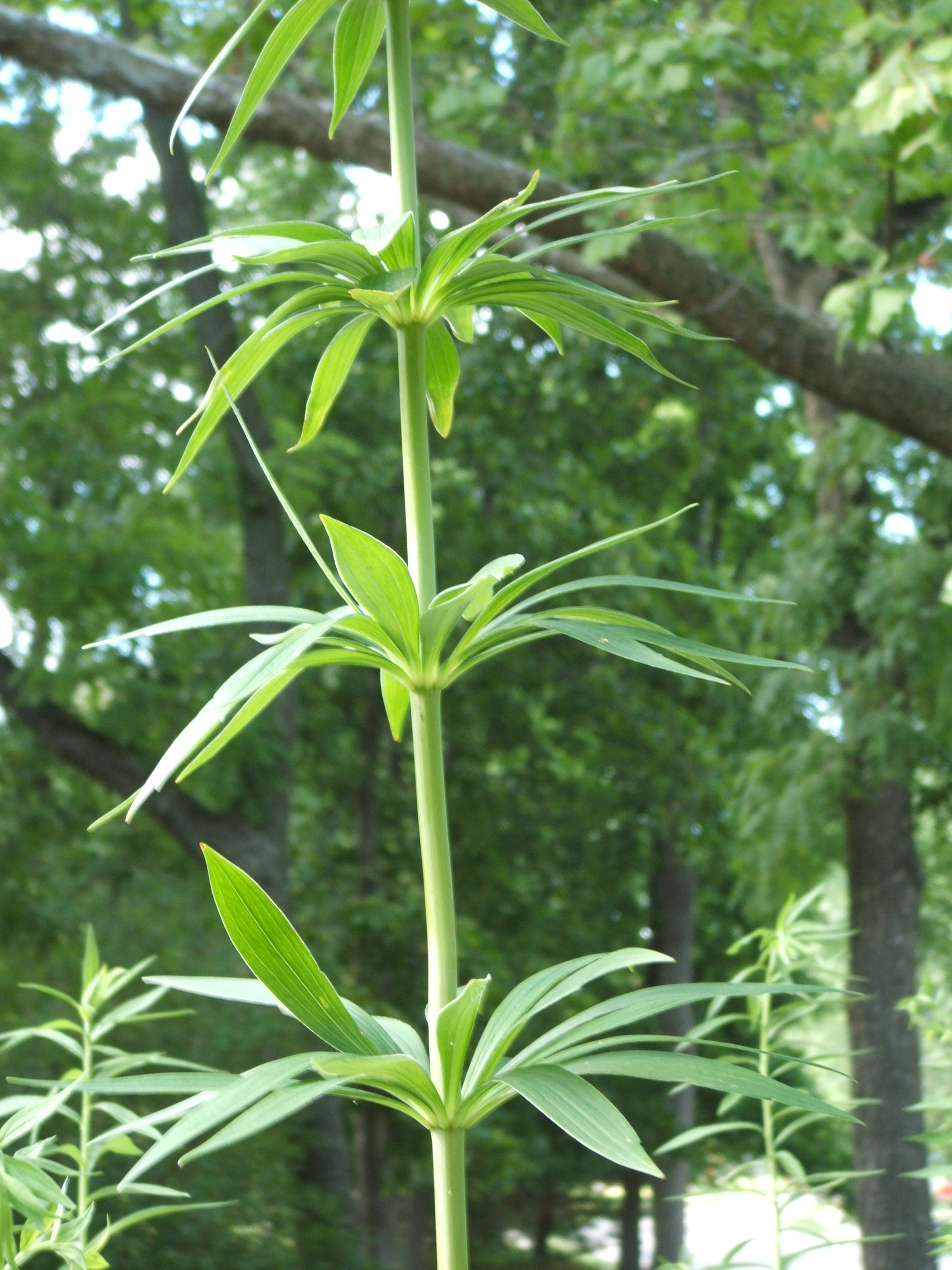
دوارة أوراق على النبات العشبي زنبق ميشيغاني

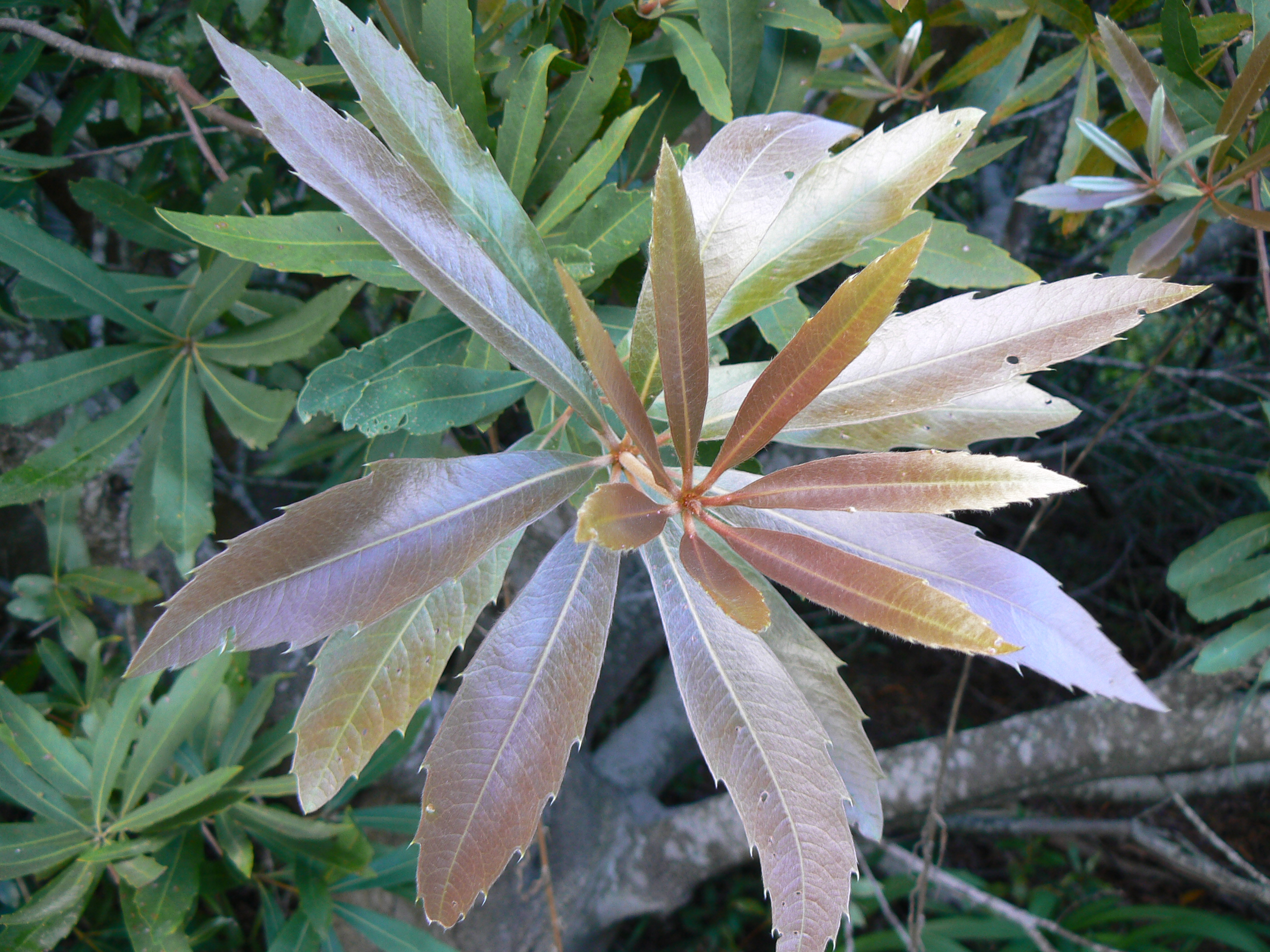
دوارات أوراق على الشجرة الخشبية اللوز البري

الدُّوَّارَة أو الكوكب أو دواري في علم النبات ترتيب من كؤوس الزهرة أو البتلات أو أوراق النبات أو أذينة عنق الورقة أو الأفرع التي تتشعب من نقطة واحدة وتحيط أو تلتف حول الجذر. وتتكون الدوارة من ثلاثة عناصر على الأقل؛ ولا يمكن أن نطلق على زوج من الأوراق المتقابلة اسم دوارة.
يعتمد تشكل معظم زهور كاسيات البذور على أربع دوارات: 
1. كم الزهرة، دوارة من كؤوس الزهرة في القاعدة، ويوجد فوقها
2. تويج الزهرة، دوارة من البتلات،
3. العطيل، دوارة من أسدية (تتكون كل سداة من خيط رفيع ومتك)،
4. المتاع، دوارة من الأعضاء المؤنثة في الزهرة وهي: الميسم والقلم والمبيض.

إذا كانت الزهرة لا تشتمل على تلك التركيبات الزهرية، فإنها تعد غير مكتملة أو ناقصة. إن نمو الأوراق في شكل دوارات أمر غير عادي تمامًا ما عدا في أنواع النباتات ذات السيقان القصيرة جدًا. ولكن قد يحدث هذا في بعض الأشجار مثل اللوز البري وغير ذلك من النباتات البروطية مثل بعض أجناس بنكسية. ففي تلك الأمثلة الموضحة، تحل السيقان الكثير داخل الدوارة محل السيقان الطويلة بين الدوارات.